# ميشال إده
ميشال إده (1928-3 نوفمبر 2019)، سياسي ورجل أعمال لبناني ماروني وكاتب متخصص في الصراع العربي الإسرائيلي والحركة الصهيونية.
هو سياسي من الرعيل القديم وشغل عدة مناصب وزارية بين 1966 إلى 1998. ترأس لرابطة المارونية منذ عام 2003 ولغاية عام 2007. يرأس منذ عام 1990 الشركة العامة للطبع والنشر التي تصدر صحيفة لوريون لوجور. رشح لمنصب رئيس الجمهرية خلفا لإميل لحود ولكنه رفض من قبل قوى 14 آذار نظراً لعلاقته الجيدة بسوريا. اشتهر عنه قوله إنه سينام أمام الدبابات السورية إذا خرجت من لبنان.

## حياته العلمية
أتم دراسته الثانوية في مدرسة الآباء اليسوعيين في بيروت وانتسب بعدها بكلية الحقوق بجامعة القديس يوسف وذلك عام 1945. تخرج من الجامعة بعام 1948 والتحق بمكتب المحامي غبريال إده ابن كميل إده أشهر محامي الشرق في ذلك الوقت وتخصص في العمل بالمواضيع التجارية كالشركات والضمان والعقود التجارية. عمل وزيراً لأكثر من مره وذلك بالفترة من 1966 حتى 1998 وذلك في عدة حكومات. ترأس الرابطة المارونية بالتكليف المباشر من البطريك نصرالله بطرس صفير. تم طرح اسمه لرئاسه الجمهورية أكثر من مرة وآخرها سنة 2007 حيث وضع اسمه ضمن الأسماء التي طلب من البطريارك الماروني نصر الله بطرس صفير تحديدها كمرشحين توافقين وذلك لإنهاء الصراع الدائر بين تحالف 14 آذار وقوى 8 آذار اللبنانيتين.

### الوزارات التي تولاها
- وزيراً للأنباء ووزيراً للبرق والبريد والهاتف بالفترة من 6 ديسمبر 1966 حتى 8 فبراير 1968 في حكومة الرئيس رشيد كرامي في عهد الرئيس شارل حلو.
- وزيراً للإعلام بالفترة من 25 أكتوبر 1980 حتى 7 أكتوبر 1982 في حكومة الرئيس شفيق الوزان في عهد الرئيس إلياس سركيس.
- وزير دولة لشؤون الثقافة والتعليم العالي بالفترة من 31 أكتوبر 1992 حتى 25 مايو 1995 في حكومة الرئيس رفيق الحريري في عهد الرئيس إلياس الهراوي.
- وزيراً للثقافة والتعليم العالي من 25 مايو 1995 حتى 7 نوفمبر 1996 في حكومة الرئيس رفيق الحريري في عهد الرئيس إلياس الهراوي.
- وزيراً للدولة من 7 نوفمبر 1996 حتى 4 ديسمبر 1998 في حكومة الرئيس رفيق الحريري في عهد الرئيس إلياس الهراوي.

## حياته الأسرية
متزوج من يولا ضومط (يولا إده) وله ابنة وأربعة أبناء.